# Universidad Técnica Luis Vargas Torres
La Universidad Técnica "Luis Vargas Torres" de Esmeraldas es una entidad autónoma de derecho público sin fines de lucro financiada por el Estado, está ubicada en la ciudad de Esmeraldas, provincia de Esmeraldas, al noroeste de Ecuador. Sus siglas son UTLVTE

## Historia
Fue creada mediante Ley n.º 70-16 del 4 de mayo de 1970, por el Congreso Nacional y publicada por disposición del Dr. José María Velasco Ibarra, Presidente de la República y promulgada en el Registro Oficial n.º 436 de fecha 21 del mismo mes, su primer Rector fue el benemérito esmeraldeño Dr. Luis Prado Viteri. 
Inició su labores con la sesión de la Asamblea Universitaria convocada al amparo de esa Ley el día 22 de agosto y en la cual se designó Rector al benemérito esmeraldeño Dr. Luis Prado Viteri, quien se encargó de dirigir su organización.
Formaban parte de la institución las Escuelas de Ingeniería Forestal e Ingeniería Zootécnica de la Extensión de la Facultad de Ciencias Agropecuarias de la Universidad Central del Ecuador que venía funcionando desde el 6 de julio de 1968 y la Extensión de la Facultad de Ciencias de la Educación de la Universidad Laica Vicente Rocafuerte de Guayaquil de Guayaquil, en funcionamiento desde el 12 de mayo de 1969
Las actividades de la Facultad de Administración comenzaron en septiembre de 1971 y posteriormente se crearon las Facultades de Ingeniería Mecánica y la de Ciencias Sociales y Estudio del Desarrollo.

## Domicilio
El domicilio de la Universidad Técnica Luis Vargas Torres es la ciudad de Esmeraldas. Su área de influencia: la provincia, el país y la comunidad internacional. Los predios son inviolables, de conformidad con lo que estipula la Constitución Política de la República del Ecuador en su artículo 75 y el artículo 6 de la Ley de Educación Superior.

## Principios
La Universidad Técnica Luis Vargas Torres se rige por los principios de:
- Humanismo, entendido como el desarrollo de las potencialidades del ser humano a su máxima expresión, defensa de sus derechos y fiel cumplimiento de sus obligaciones, en equidad de género;

- Pluriculturalidad, porque reconoce la diversidad étnica y cultural del país, de América y del mundo, como base para construir la unidad en la diversidad;

- Pluralismo, porque está abierta a todas las corrientes del pensamiento universal;Solidaridad, porque está atenta al acontecer de los movimientos sociales, y participa en la búsqueda de la transformación de las estructuras de dominación política y económica;

- Libertad, porque tiene autonomía para organizarse y gobernarse, de acuerdo con la Ley y las exigencias de la demanda de la sociedad, a la que rendirá cuentas;Cientificidad, porque privilegia la búsqueda de la verdad por métodos científicos, para poner la ciencia y la tecnología al servicio del desarrollo social con ética y eficacia;

- Ambientalismo, porque promueve el manejo sustentable de la biodiversidad y los recursos naturales para garantizar la vida de las futuras generaciones; y,

- Honestidad, como norma permanente en todas las acciones de la vida institucional.

## Fines
Son fines de la Universidad Técnica Luis Vargas Torres de Esmeraldas:
- Desarrollar y difundir a nivel provincial y nacional el pensamiento de Luis Vargas Torres como paradigma de lucha por la libertad, justicia social, democracia, honestidad y laicismo;

- Propiciar una gestión que permita fortalecer de manera sistemática y coordinada la docencia, investigación y vinculación con la colectividad, con calidad y excelencia;

- Impulsar el desarrollo integral de la sociedad a través de la formación de profesionales de nivel superior con alta capacidad, que satisfaga la demanda científica, tecnológica y humanística;

- Diseñar y desarrollar currículos que transformen los modelos mentales y potencien el pensamiento creativo;Promover el desarrollo de las culturas autóctonas, revitalizando la identidad, la pluriculturalidad y la unidad nacional, americana y mundial;y, Fortalecer la investigación científica como base para el desarrollo provincial, regional y nacional.

## Facultades
Cuenta con 5 Facultades ubicadas en dos Campus y una Sede:
- Campus de Nuevos Horizontes.
- Campus Mútile.
- Sede Santo Domingo.

### Facultad de Ciencias Administrativas y Económicas
Más conocida por su acrónimo FACAE. Creación: 8 de septiembre de 1971. Ubicada en el Campus Nuevos Horizontes

Carreras a nivel de Pregrado:
- Licenciatura en Administración de Empresas.
- Licenciatura en Administración de Empresas Públicas (Sede La Concordia).
- Licenciatura en Contabilidad y Auditoría.
- Licenciatura en Comercio

Carreras a nivel de Posgrado:
- Maestría en Administración de Empresas (MBA).

### Facultad de Ciencias Agropecuarias y Ambientales
Creación: 8 de septiembre de 1971. Ubicada en el Campus Mútile y sus siglas son: FACAP.
Al momento la Facultad impulsa la vinculación con el entorno, ejecuta actividades de capacitación, asistencia técnica, transferencia de tecnología a través de alianzas estratégicas con gobiernos locales, organizaciones sociales y organismos no gubernamentales nacionales e internacionales que aporten al desarrollo social humano sustentable en la región.
Carreras a nivel de Pregrado:
- Ingeniería en Zootecnia.
- Ingeniería Agronómica.
- Ingeniería Forestal.

Carreras a nivel de Posgrado:
- Maestría en Gestión Ambiental.

### Facultad de la Pedagogía
Creación: 8 de septiembre de 1971. Ubicada en el Campus Nuevos Horizontes, y sus siglas son: FACPED
Carreras a nivel de pregrado:
- Pedagogía de la Lengua y la Literatura
- Pedagogía de las Ciencias Experimentales de la Matemáticas y la Física
- Pedagogía de la Actividad Física y Deporte
- Pedagogía de las Ciencias Experimentales de la Química y la Biología
- Educación Inicial
- Educación Básica

Carreras a nivel de Posgrado:
- Maestría en Docencia, mención Enseñanza de la Matemática

### Facultad de Ingenierías
Más conocida por su acrónimo FACI,  Creación: 12 de noviembre de 1984. Ubicada en el Campus Nuevos Horizontes
Fue creada en noviembre de 1984, en la Administración del Lcdo. Antonio Preciado Bedoya, siendo su primer Decano el Ing. Guillermo Mosquera Quintero. El Taller de Mecánica Industrial fue creado en el año de 1987, mediante un convenio con el Banco Central.
Esta Facultad, combina la formación técnica, la ejecución de proyectos de investigación y la prestación de servicios, principalmente a las industrias que se encuentran en la Provincia de Esmeraldas.

Carreras a nivel de Pregrado:
- Ingeniería Mecánica
- Ingeniería Eléctrica
- Ingeniería Química
- Ingeniería en Tecnologías de la Información (Tics)

### Facultad de Ciencias Sociales y Servicios
Más conocida por su acrónimo FACSOS, Creación: 8 de septiembre de 1971. Ubicada en el Campus Nuevos Horizontes
Es una facultad académica que tiene como norte el proveer espacios de capacitación, reflexión, investigación y prácticas académicas. Esta facultad se caracteriza por trabajar en el área de humanidades, de esta manera cada una de sus carreras responde a una necesidad y aporta al desarrollo de la persona, tanto a nivel individual como a nivel social.
Esta facultad cuenta con tres escuelas: la de Sociología, Trabajo Social y Hotelería y Turismo.
Carreras a nivel de Pregrado:
- Sociología.
- Trabajo Social.
- Turismo.